# 寒夜 (2002年電視劇)
《寒夜》是2002年公共電視文化事業基金會與行政院客家委員會合製的一齣客家文學大戲，陳秋燕領導秋燕傳播製作，陳秋燕的丈夫李英導演，2002年3月4日首播，改編自李喬原著小說《寒夜三部曲》的同名首部曲，以清代客家先民拓墾為主題，是台灣電視史第一部客家語八點檔連續劇。

## 主要角色
| 角色           | 演員   | 介紹     |
| 彭阿強(阿強伯) | 石雋   |          |
| 蘭妹           | 劉瑞琪 | 彭阿強妻 |
| 燈妹           | 林立青 | 彭家養女 |
| 劉阿漢         | 劉漢強 | 彭家女婿 |

## 工作團隊
- 原著：李喬《寒夜三部曲》
- 導演：李英
- 製作人：陳秋燕
- 製作：秋燕傳播
- 監製：公共電視文化事業基金會、行政院客家委員會

## 資料來源
1. ↑  中華民國電視學會無線電視年鑑編纂委員 編纂，《中華民國無線電視年鑑第十三輯：民國九十一年至九十二年》，中華民國電視學會2004年7月30日出版，第155頁。

## 外部連結
- 寒夜官方網站[]
- 互联网电影数据库（IMDb）上《寒夜》的资料（英文）
- 豆瓣电影上《寒夜》的資料 （简体中文）